# Aguila (1909)
Az Aguila egy brit kereskedelmi gőzhajó volt, mely akkor vált ismertté, amikor az U 28 német tengeralattjáró 1915 márciusának végén, alig két hónappal a korlátlan tengeralattjáró-háború meghirdetése után elsüllyesztette. A Szent György-csatorna vizein menekülni próbáló hajót a tengeralattjáró előbb nagy távolságból tűz alá vette, majd a megálló hajót egy torpedóval süllyesztette el. A fedélzetén lévők közül nyolcan veszítették életüket, közülük többen az egyik mentőcsónak felborulásakor fulladtak meg.
A hajó 1909-ben épült meg Skóciában és a Yeoward Brothers hajótársaság azon kisméretű flottájának tagja volt, mely Liverpool és a Kanári-szigetek között közlekedve importált gyümölcsöket a szigetországba, és szállított utasokat mindkét irányba. A hajótársaságnak ez volt az első hajója, mely az Aguila nevet kapta. 1916-ban bocsátották vízre a következőt ezzel a névvel, ezt 1941-ben süllyesztette el egy német tengeralattjáró.

## Építése és azonosító jelzései
A Caledon Shipbuilding & Engineering Company építette Dundee-ben a hajót 209-es építési számmal. 1909. május 6-án bocsátották vízre, és az építésével az év júliusában végeztek. Regisztrált hosszúsága 83,9 m, szélessége 11,6 m, merülési mélysége 5,2 m, hajótere 2114 BRT (1204 NRT) volt. Egyetlen hajócsavarját egy a dundee-i Lilybank Foundry gyártotta háromhengeres, háromszoros expanziójú gőzgép forgatta meg, amit 278 LE leadására terveztek, és amivel 14 csomós sebességet érhetett el. 82 utast volt képes szállítani első osztályú ellátással. A próbajárataira a skót partoknál lévő Auchmithie előtt került sor. Az első kereskedelmi útja Dundee-ból a norvég fjordokhoz vezetett.
Honi kikötője az 1894-ben alapított Yeoward Brothers bejegyeztetése alapján Liverpool volt. Az Egyesült Királyságban 127986-os számmal regisztrálták, a kódbetűjele HPKF volt. A társaság hajóinak kéménye fekete színű volt, melyen volt egy körbefutó sárga sáv piros szélekkel, benne egy „Y” betűvel. A hajó az Aguila Gőzhajózási Társaság tulajdonában volt, mely egy egyetlen hajóból álló társaság volt a Yeoward Brothers irányítása alatt. 1914-re már felszerelték szikratávíróval, tengerészeti hívójele GFF volt.

## Elsüllyesztése
1915. március 27-én az Aguila 47 fős személyzettel és 3 utassal a fedélzetén Thomas Ross Bannerman kapitány irányításával útban volt Liverpoolból Lisszabonba, ahonnan Madeira szigetének érintésével haladt volna tovább a Kanári-szigetek felé. 18:00 körül a Szent György-csatornán haladva Wales partjai előtt észlelte a német U 28 tengeralattjáró, és megállásra szólította fel.
Ahelyett, hogy a nemzetközi jogban foglaltaknak megfelelően engedelmeskedett volna a felszólításnak, az Aguila teljes sebességre (14 csomó) kapcsolva igyekezett elmenekülni a tengeralattjáró elől. A tengeralattjáró azonban 16 csomós sebességével lassan beérte, és egy az orra elé leadott lövéssel nyomatékosította a felszólítását.
Az Aguila elkanyarodva lelassított, közben pedig a négy mentőcsónakjába megkezdték a beszállást, és azonnal hozzákezdtek a leengedésükhöz, de közülük az egyik felborult. Több ember, köztük két nő (egy Dorothy Smith nevű utas és egy Martha Jenkins nevű stewardess) vízbe fulladt. A brit elmondások szerint a tengeralattjáró tovább lövette a már álló gőzöst, ami újabb áldozatokat követelt a személyzet tagjai közül, életét veszítette többek között William Edwards főgépész. A tengeralattjáró összesen 20 lövést adott le az Aguilára, mielőtt kilőtt rá egy torpedót, aminek a találata kettétörte, és a Smalls világítótoronytól 87 km-re délnyugatra elsüllyedt.
Az Aguilán tartózkodók közül nyolcan veszítették életüket ágyúzás és vízbefulladás következtében, a hajón szolgálók közül hatan, az utasok közül ketten. A személyzet több tagja megsebesült.
Az U 28 a közelben tartózkodó Ottilie halászhajót a helyszínre hívta, és tájékoztatta a négy mentőcsónakban lévő hajótöröttről. Az Ottilie ezek közül háromra bukkant rá, és a benne lévőket a Wales délnyugati részén lévő Fishguardban tette partra. Pár órával később a St. Stephen nevű halászhajó talált rá a negyedik csónakra, a hajótörötteit Milford Havenben tette partra.
Az U 28 parancsnoka, báró Georg-Günther von Forstner sorhajóhadnagy az 1916-ban „Als U-Boot-Kommandant gegen England” címmel megjelent könyvében így emlékezett vissza az Aguila elsüllyesztésére és az Ottilie halászhajóval való esetére:

„ „(…) Csak egy esetet szeretnék ismertetni, mely szintén mutatja, hogy az angol kormányzatnak a megsemmisítésünkért kínált csábító jutalmai még a kis halászgőzösök kapitányait is milyen mértékig elvakították.

A következő napok egyik délutánján két órán át üldöztünk egy menekülő angol gőzöst a Szent György-csatornán. Annak ellenére, hogy miután az első figyelmeztető lövéseink sem bírták megállásra, az első találataink már nagyon nagy távolságból eltalálták a gőzöst, a kapitány még mindig igyekezett elmenekülni. Végül csak mikor egyre közelebb értünk és egy lövedék véletlenül egy csónakban lévő utasokat talált el, állt meg a kapitány, és engedte a csónakjait a vízre. Közben elég dolga akadt az előtte találatot szenvedett csónakból kiesett emberek mentésével. Miután mindenki elhagyta a fedélzetet, egy torpedó gyorsan véget vetett a gőzös életének.

Mivel sötétedett, egy a horizonton látható halászhajóhoz mentünk, hogy még lehetőleg világosban a arra a helyre irányítsuk, ahol az elsüllyesztett gőzös mentőcsónakjai ringatóztak. Együttérzésből a hajótörötteket lehetőség szerint minél előbb a szárazföldre akartuk juttatni az észlelt halászhajón. Ennek azonban rossz volt a lelkiismerete, és a kivetett drága hálóját azonnal elengedte, hogy megpróbálhasson elmenekülni. De hamar a közelébe értünk, és szóban tudtára adtuk, mit akarunk tőle, és hogy vele egyáltalán nem fog történni semmi.

A fedélzeten lévő kormányos is megértett engem, és személyesen nagyon örült annak, hogy a velünk való találkozást ilyen jól megúszta.

	Röviddel ezután a halászgőzös egy gyors kanyarodást hajtott végre, aminek mi nem tulajdonítottunk jelentőséget, és magára hagytuk, miután pontosan meghatároztuk a területet, melyen az emberekkel teli csónakok voltak.

	Később a segítségnyújtásra felszólított halászhajó kapitánya az újságoknak úgy nyilatkozott, hogy a fedélzet alatt tartózkodott mikor a közelébe értünk. Ekkor felsietett, és látta, hogy a kormányosa velünk tanácskozik. Azonnal odaszólt neki alulról: „Kormányos! Gázold már le!” Erre vezethető vissza hát a halászgőzös apró, de teljesen ártatlan kanyarodása a mi irányunkba, amit egy csekély mértékű kormánymozdulattal ki tudtunk kerülni.

És ez a gonosz kis halászgőzös a barátságos „Ottilie” nevet viselte. Sajnos, kedves Ottilie, mi nem ismertük fel a gonosz szándékot, különben rád sem lehettünk volt gyengéd tekintettel, és nem maradtál volna sokáig életben. Talán a kapitányod csak utólagosan hetvenkedett a bátor szándékkal. Az újságcikket a következő szavakkal zárta: „De a tengeralattjáró úgy manőverezett, mint egy hattyú, és megmenekült.” (Németül: „Doch das Unterseeboot manövrierte wie ein Schwan und entkam.”)

	Alig érkeztünk vissza Németországba, mikor az első postaküldeménnyel egy tucatnyi, a „hattyúéhoz” hasonlatos manőverezésemre tett többé-kevésbé egyértelmű célozgatást tartalmazó üzenetet kaptam a kedves bajtársaimtól.

Egyesek olyannyira barátságosak voltak, hogy ezt az újságcikket azzal a megjegyzéssel küldték el nekem, hogy a „hattyú” („Schwan”) szóban szereplő „a” talán csak egy nyomtatási hiba lehet, míg mások a maguk őszinteségében odáig mentek, hogy az „a” betűt át is alakították a jóhangzású diftongusra, mely így egy jól ismert, és most különösképpen kedvelt állat nevét adta ki.

Az igaznak sok mindent el kell tűrnie, így mi is elviseltük és megmosolyogtuk a kedves barátaink kis gyúnyolódását.”

Másnap az U 28 megállította, majd elsüllyesztette a tengeralattjáróveszélyről nem tájékoztatott Falabát, mely szintén egy teher- és személyszállító hajó volt – fedélzetén a németek tudta nélkül 13 tonna lőszerrel és több tucatnyi katonával. Az evakuáció szakszerűtlen kivitelezése miatt több mentőcsónak felborult és elsüllyedt, ami több mint száz halálos áldozatot követelt. Az U 28 végül ezt a hajót is egy torpedóval süllyesztette el.

## Fordítás
- Ez a szócikk részben vagy egészben  a   SS Aguila (1909) című angol Wikipédia-szócikk ezen változatának fordításán alapul.  Az eredeti cikk szerkesztőit annak laptörténete sorolja fel. Ez a jelzés csupán a megfogalmazás eredetét és a szerzői jogokat jelzi, nem szolgál a cikkben szereplő információk forrásmegjelöléseként.
- Ez a szócikk részben vagy egészben  az   Aguila (Schiff, 1909) című német Wikipédia-szócikk ezen változatának fordításán alapul.  Az eredeti cikk szerkesztőit annak laptörténete sorolja fel. Ez a jelzés csupán a megfogalmazás eredetét és a szerzői jogokat jelzi, nem szolgál a cikkben szereplő információk forrásmegjelöléseként.

## Linkek
- Az Aguila a Wrecksite.eu oldalon (Magyarországról az orosz-ukrán ideje alatt nem elérhető)
- Az Aguila az uboat.net oldalon
- A hajó tervrajzai és elsüllyesztésének ismertetése
- Az Aguila egy a brit első világháború kereskedelmi hajóveszteségeket tartalmazó listán
- Heritage of Wales News, 1915. március 27.